# Little River (Carolina do Sul)
Little River é uma Região censo-designada localizada no estado norte-americano de Carolina do Sul, no Condado de Horry.

## Demografia
Segundo o censo norte-americano de 2010, a sua população era de 8.960 habitantes.

## Geografia
De acordo com o United States Census Bureau tem uma área de
28,0 km², dos quais 27,1 km² cobertos por terra e 0,9 km² cobertos por água. Little River localiza-se a aproximadamente 12 m acima do nível do mar.

## Localidades na vizinhança
O diagrama seguinte representa as localidades num raio de 12 km ao redor de Little River.